# Episodi di Detective Conan (settima stagione)
Questa è una lista degli episodi della settima stagione della serie anime Detective Conan.

## Lista episodi
| Nº Ja | Nº It | Titolo italiano Giapponese 「Kanji」 - Rōmaji - Traduzione letterale | In onda          | In onda           |
| Nº Ja | Nº It | Titolo italiano Giapponese 「Kanji」 - Rōmaji - Traduzione letterale | Giapponese       | Italiano          |
| 163   | 174   | Il segreto della Luna, delle stelle e del Sole - prima parte - 「月と星と太陽の秘密（前編）」 - Tsuki to hoshi to taiyō no himitsu (zenpen) – "Il segreto della Luna, delle stelle e del Sole (prima parte)" | 11 ottobre 1999  | 7 aprile 2004     |
| 163   | 174   | Agasa organizza una caccia al tesoro per i Giovani Detective in un palazzo appartenente ai suoi zii. Seguendo le tracce lasciate da Agasa, i ragazzi raggiungono il tesoro, ma i giocattoli che costituivano il premio sono stati manomessi. Il gruppo non riesce a capire chi possa essere entrato nell'abitazione. A questo mistero se ne affianca un altro: su alcuni oggetti presenti nelle stanze, i piccoli trovano alcuni simboli (luna, stella e sole) colorati in modo differente che richiamano un codice. |                  |                   |
| 164   | 175   | Il segreto della Luna, delle stelle e del Sole - seconda parte - 「月と星と太陽の秘密（後編）」 - Tsuki to hoshi to taiyō no himitsu (kōhen) – "Il segreto della Luna, delle stelle e del Sole (seconda parte)" | 18 ottobre 1999  | 9 aprile 2004     |
| 164   | 175   | Conan scopre che qualcuno è entrato nella casa e capisce che quei codici nascondono un vero tesoro. |                  |                   |
| 165   | 176   | Sparizione improvvisa 「少年探偵団消失事件」 - Shōnen tanteidan shoshitsu jiken – "Il caso della sparizione della Squadra dei Giovani Detective" | 25 ottobre 1999  | 12 aprile 2004    |
| 165   | 176   | Conan va in campagna con un gruppo di bambini e un adulto: uno dopo l'altro i ragazzini cominciano a sparire finché non rimane solo Mitsuhiko. |                  |                   |
| 166   | 177   | Il mistero della villa dei ragni - prima parte - 「鳥取クモ屋敷の怪（事件編）」 - Tottori kumo-yashiki no kai (jikenhen) – "Il mostro della villa dei ragni di Tottori (parte del caso)" | 1º novembre 1999 | 14 aprile 2004    |
| 166   | 177   | Sia Kogoro che Heiji ricevono l'invito a recarsi in campagna presso una famiglia nella cui abitazione sono avvenuti due suicidi. In serata, il padrone di casa viene trovato impiccato nello stesso magazzino in cui si erano uccise le altre due persone. Il corpo è attorcigliato in un groviglio di fili che sembrano ragnatele. |                  |                   |
| 167   | 178   | Il mistero della villa dei ragni - seconda parte - 「鳥取クモ屋敷の怪（疑惑編）」 - Tottori kumo-yashiki no kai (giwakuhen) – "Il mostro della villa dei ragni di Tottori (parte dei sospetti)" | 8 novembre 1999  | 16 aprile 2004    |
| 167   | 178   | La morte sembra richiamare un'antica leggenda della zona. Intanto anche Kazuha viene aggredita e aggrovigliata tra i fili. |                  |                   |
| 168   | 179   | Il mistero della villa dei ragni - terza parte - 「鳥取クモ屋敷の怪（解決編）」 - Tottori kumo-yashiki no kai (kaiketsuhen) – "Il mostro della villa dei ragni di Tottori (parte della soluzione)" | 15 novembre 1999 | 19 aprile 2004    |
| 168   | 179   | Kazuha si salva e Conan ed Heiji riescono a svelare il mistero. |                  |                   |
| 169   | 180   | Morte di Venere 「ビーナスのキッス」 - Bīnasu no kissu – "Il bacio di Venere" | 22 novembre 1999 | 21 aprile 2004    |
| 169   | 180   | Durante uno spettacolo acquatico, una nuotatrice muore annegata a causa del malfunzionamento di una macchina. |                  |                   |
| 170   | 181   | Assassinio al buio - prima parte - 「暗闇の中の死角（前編）」 - Kurayami no naka no shikaku (zenpen) – "Il punto cieco nell'oscurità (prima parte)" | 29 novembre 1999 | 23 agosto 2004    |
| 170   | 181   | Conan, Kogoro e Ran fanno la conoscenza di Araide. Durante una cena a casa sua, suo padre muore nella vasca da bagno. |                  |                   |
| 171   | 182   | Assassinio al buio - seconda parte - 「暗闇の中の死角（後編)」 - Kurayami no naka no shikaku (kōhen) – "Il punto cieco nell'oscurità (seconda parte)" | 6 dicembre 1999  | 25 agosto 2004    |
| 171   | 182   | Conan risolve il caso, ma decide di svelare i fatti solamente alla persona che ha progettato l'assassinio, cioè sua moglie, poiché l'esecutore materiale, ovvero una cameriera piuttosto maldestra, ha provocato la morte del proprio datore di lavoro in modo assolutamente inconsapevole. La giovane ragazza sarebbe rimasta sconvolta se avesse scoperto di essere stata lei ad uccidere l'uomo. |                  |                   |
| 172   | 183   | Messaggio in fin di vita - prima parte - 「よみがえる死の伝言（前編）」 - Yomigaeru shi no dengon (zenpen) – "La risurrezione del messaggio in punto di morte (prima parte)" | 13 dicembre 1999 | 27 agosto 2004    |
| 172   | 183   | Ran, Conan e Sonoko decidono di andare a pattinare al palazzetto del ghiaccio e qui conoscono un gruppo di ragazzi. Durante i fuochi d'artificio una ragazza del gruppo viene uccisa nei bagni. |                  |                   |
| 173   | 184   | Messaggio in fin di vita - seconda parte - 「よみがえる死の伝言（後編）」 - Yomigaeru shi no dengon (kōhen) – "La risurrezione del messaggio in punto di morte (seconda parte)" | 20 dicembre 1999 | 30 agosto 2004    |
| 173   | 184   | La vittima è riuscita a lasciare un messaggio prima di morire che potrebbe svelare il nome dell'assassino. Nonostante il posto sia pieno di gente, l'assassino è riuscito a sparare alla vittima approfittando del fatto che il rumore dello sparo fosse coperto dal rumore dei fuochi d'artificio. |                  |                   |
| 174   | 185   | Giallo a bordo della Symphony - prima parte - 「20年目の殺意 シンフォニー号連続殺人事件」 - Nijūnenme no satsui - Shinfonī-gō renzoku satsujin jiken – "Ventesimo anniversario di un delitto - Il caso degli omicidi seriali a bordo della Symphony [Speciale di 2 ore]" | 3 gennaio 2000   | 1º settembre 2004 |
| 174   | 185   | Kogoro, Ran e Conan vincono il biglietto per una mini-crociera nei mari di Tokyo. Fra gli altri vincitori ci sono anche un ispettore in pensione amico di Kogoro ed Heiji, ma non c'è nessuna traccia dell'organizzatore della crociera. |                  |                   |
| 174   | 186   | Giallo a bordo della Symphony - seconda parte - 「20年目の殺意 シンフォニー号連続殺人事件」 - Nijūnenme no satsui - Shinfonī-gō renzoku satsujin jiken – "Ventesimo anniversario di un delitto - Il caso degli omicidi seriali a bordo della Symphony [Speciale di 2 ore]" | 3 gennaio 2000   | 3 settembre 2004  |
| 174   | 186   | Durante la crociera si scopre che alcuni tra i partecipanti hanno avuto legami con un pericoloso rapinatore, ucciso poco tempo prima dai suoi complici. Nel frattempo un uomo viene ucciso e il suo cadavere viene bruciato. |                  |                   |
| 174   | 187   | Giallo a bordo della Symphony - terza parte - 「20年目の殺意 シンフォニー号連続殺人事件」 - Nijūnenme no satsui - Shinfonī-gō renzoku satsujin jiken – "Ventesimo anniversario di un delitto - Il caso degli omicidi seriali a bordo della Symphony [Speciale di 2 ore]" | 3 gennaio 2000   | 6 settembre 2004  |
| 174   | 187   | Heiji e Conan iniziano a indagare ma, quando Heiji sembra aver scoperto qualcosa, viene gettato in mare. Nel frattempo, un altro viaggiatore viene ucciso. |                  |                   |
| 174   | 188   | Giallo a bordo della Symphony - quarta parte - 「20年目の殺意 シンフォニー号連続殺人事件」 - Nijūnenme no satsui - Shinfonī-gō renzoku satsujin jiken – "Ventesimo anniversario di un delitto - Il caso degli omicidi seriali a bordo della Symphony [Speciale di 2 ore]" | 3 gennaio 2000   | 8 settembre 2004  |
| 174   | 188   | Conan è convinto che tra i passeggeri ci siano i complici del rapinatore e, oltre all'assassino, deve scoprire dove sia finito Heiji. Conan scopre, inoltre, che le persone collegate al rapinatore che si trovano a bordo sono: i complici della banda, sua figlia ed un impiegato della banca rapinata. |                  |                   |
| 175   | 189   | L'uomo che fu ucciso tre volte 「四回殺された男」 - Yonkai korosareta otoko – "L'uomo che fu ucciso quattro volte" | 10 gennaio 2000  | 10 settembre 2004 |
| 175   | 189   | Yokomizo chiede aiuto a Kogoro circa un caso di omicidio: un uomo è stato assassinato, ma tre persone hanno confessato il delitto. Tutte e tre le persone lo hanno colpito alla testa con un vaso e sono convinte di averlo ucciso. In realtà, i colpi lo hanno solo fatto svenire più volte. L'assassina, in realtà, è sua moglie che, per ucciderlo, aveva scambiato le medicine per il cuore della vittima con una pillola contro il mal di stomaco. Quindi, quando l'uomo ha cercato di prendere una pillola, ha preso quella sbagliata e non ha fatto ovviamente effetto, e l'infarto gli è stato fatale. |                  |                   |
| 176   | 190   | Incontro indesiderato - prima parte - 「黒の組織との再会（灰原編）」 - Kuro no soshiki to no saikai (Haibara-hen) – "Ricongiungimento con l'Organizzazione nera (parte di Haibara)" | 17 gennaio 2000  | 13 settembre 2004 |
| 176   | 190   | Tornando da scuola, Conan e Ai trovano parcheggiata l'auto di Gin. Conan piazza una ricetrasmittente nella macchina, nonostante la disapprovazione di Ai. Gin e Vodka tornano alla macchina e si mettono in viaggio. Gin scopre la microspia e la distrugge: oltre alla cimice, l'uomo trova un capello di Ai, dal caratteristico colore castano, raro in Giappone, quindi capisce che si tratta di Sherry. Conan è soddisfatto: ora sa che i due sono diretti all'Haido City Hotel. I due malviventi hanno parlato anche di Pisco, un altro membro dell'organizzazione, che in tale hotel compirà un omicidio. Gin chiede poi a Pisco di trovare Sherry nell'hotel e gli dice che vuole vedere che faccia ha, perché "dal collo in giù non serve". |                  |                   |
| 177   | 191   | Incontro indesiderato - seconda parte - 「黒の組織との再会（コナン編）」 - Kuro no soshiki to no saikai (Konan-hen) – "Ricongiungimento con l'Organizzazione nera (parte di Conan)" | 24 gennaio 2000  | 15 settembre 2004 |
| 177   | 191   | All'Haido City Hotel si svolge una commemorazione funebre per un regista recentemente scomparso e Conan non riesce a capire chi, tra i partecipanti, possa essere Pisco. Un noto politico corrotto viene ucciso dal crollo di un lampadario. Conan e Ai decidono di andarsene, per poter riflettere con calma nella macchina di Agasa ma, camminando tra la folla agitata, Ai perde di vista Conan e viene rapita da Pisco. Ai si risveglia in una cantina e Conan le parla attraverso la ricetrasmittente che si trova negli occhiali che le aveva dato. Ai nota che nella stanza c'è un computer e decide di scaricare da questo i dati relativi al veleno che li ha rimpiccioliti. Una volta copiati i dati, Conan consiglia ad Ai di cercare un liquore cinese, il Paikal, e poi le dice di berlo tutto. Arrivano anche Gin e Vodka e Conan intima ad Ai di nascondersi. Ai però inizia a sentirsi male per effetto del liquore. |                  |                   |
| 178   | 192   | Incontro indesiderato - terza parte - 「黒の組織との再会（解決編）」 - Kuro no soshiki to no saikai (Kaiketsuhen) – "Ricongiungimento con l'Organizzazione nera (parte della soluzione)" | 31 gennaio 2000  | 17 settembre 2004 |
| 178   | 192   | Gin e Vodka entrano nella cantina, ma di Ai non c'è nessuna traccia e i due se ne vanno. Ai è tornata momentaneamente adulta per via del liquore e si è nascosta nella canna fumaria. Conan rientra frettolosamente nell'albergo, dopo aver scoperto chi è Pisco, osservando una foto sull'edizione del giornale del giorno successivo, visualizzata con il computer portatile di Agasa. Shiho, risalendo la canna fumaria, arriva sul tetto dell'hotel e trova Gin ad aspettarla. Gin le spara. A salvarla arriva Conan, che, con il suo orologio, spara al braccio destro di Gin un ago narcotizzante. Nei pochi secondi in cui Gin è impegnato a spararsi al braccio per non addormentarsi, Shiho si butta nella canna fumaria, ma Vodka le spara alla schiena e la fa precipitare. Ritorna quindi nella cantina e riprende le sembianze di una bambina, sotto gli occhi di Pisco. Questi è un vecchio conoscente della famiglia Miyano e afferma che i genitori di Shiho gli avevano parlato della sostanza, che ora lei ha perfezionato molto. Sembra la fine per Ai, ma ancora una volta Conan arriva a salvarla. Conan, con in braccio Ai, ritorna da Agasa e se ne vanno, mentre Pisco viene ucciso da Gin su ordine del capo dell'organizzazione e la cantina dell'albergo brucia a causa dell'alcool rovesciatosi mentre Pisco fumava. Ai afferma che il floppy disc su cui aveva salvato i dati riguardanti l'APTX 4869 è rimasto bruciato. Si vedono poi su un'automobile Gin, Vodka e Chris Vineyard, che si trovava in hotel e faceva parte dei sospettati da Conan per l'omicidio, che si scopre essere un membro dell'organizzazione con il nome in codice di Vermouth. |                  |                   |
| 179   | 193   | L'incidente fasullo 「喫茶店トラック乱入事件」 - Kissaten torakku rannyū jiken – "Il caso dell'impatto di un camion al caffè" | 7 febbraio 2000  | 20 settembre 2004 |
| 179   | 193   | Una domenica pomeriggio, mentre Conan e i Detective Boys sono con Agasa nel Peach Sunday, un piccolo ristorante inglese sulla collina di Beika, un camion di consegne parcheggiato male si schianta contro la vetrina del locale e colpisce un cliente, disegnatore di una vicina azienda, uccidendolo all'istante. Stranamente il presidente dell'azienda che era con lui al tavolo, si era alzato poco prima per andare in bagno. Conan ritiene che questa coincidenza sia sospetta e scopre infatti che questa persona l'ha ucciso perché voleva abbandonarlo. Risolve il caso con la voce di Agasa. Alla fine, il ristorante è stato riaperto e, ringraziato alla festa dal giovane autista del camion per essere riuscito a provare la sua innocenza, Agasa si vanta con lui di essere stato il maestro di Shinichi, con grande imbarazzo di Conan. |                  |                   |
| 180   | 194   | Notturno di amore rosso - prima parte - 「赤い殺意の夜想曲（前編）」 - Akai aatsui no nocturne (zenpen) – "Il notturno rosso omicida (prima parte)" | 14 febbraio 2000 | 22 settembre 2004 |
| 180   | 194   | Il presidente di un'azienda chiede aiuto a Kogoro perché sua moglie riceve continuamente telefonate minatorie e mazzi di fiori. Per questo motivo, invita Kogoro con Ran e Conan ad un party nella sua grande abitazione. Qui un uomo si introduce dalla finestra e aggredisce la signora. |                  |                   |
| 181   | 195   | Notturno di amore rosso - seconda parte - 「赤い殺意の夜想曲（後編）」 - Akai aatsui no nocturne (kōhen) – "Il notturno rosso omicida (seconda parte)" | 21 febbraio 2000 | 24 settembre 2004 |
| 181   | 195   | Un cantante viene assassinato ed i sospetti sembrano ricadere sul presidente che si trovava nella stessa stanza dell'omicidio. Conan però riesce a dimostrare che è stata una donna ad ucciderlo ed a far cadere i sospetti su suo marito. |                  |                   |
| 182   | 196   | Le nove porte 「大捜索9つのドア」 - Daisousaku no kokonotsu no doa – "L'indagine delle nove porte" | 28 febbraio 2000 | 27 settembre 2004 |
| 182   | 196   | Mentre passeggiano di ritorno da scuola, Conan, Ai (ormai completamente riabilitata dalle ferite d'arma da fuoco infertele da Gin all'Haido City Hotel) e i Giovani Detective trovano per terra tre pezzi di metallo incatenati che sembrano formare la scritta SOS. Il pezzo rotondo è in realtà una fede nuziale. I ragazzi cercano di ritrovare la proprietaria e scoprono che è tenuta prigioniera in uno degli appartamenti. |                  |                   |
| 183   | 197   | Ricetta pericolosa 「危険なレシピ」 - Kiken na reshipi – "Ricetta pericolosa" | 6 marzo 2000     | 29 settembre 2004 |
| 183   | 197   | I Giovani detecttive giocano al supermercato e leggono gli scontrini gettati dai clienti per indovinare cosa hanno intenzione di cucinare. I ragazzi si accorgono che qualcuno ha comprato gli ingredienti per fabbricare delle polpette avvelenate. L'uomo infatti voleva avvelenare un cane del vicino che gli abbaia minacciosamente, ma viene fermato da Conan. |                  |                   |
| 184   | 198   | La maledizione delle maschere - prima parte - 「呪いの仮面は冷たく笑う」 - Noroi no kamen wa tsumetaku warau – "La maledizione delle maschere dal sorriso agghiacciante [Speciale di 1 ora]" | 13 marzo 2000    | 5 ottobre 2004    |
| 184   | 198   | Kogoro viene invitato con altre persone nella villa di una signora dedita alla beneficenza. Questa possiede una collezione di maschere bianche, realizzate da Julio González e ritenute maledette perché tutti i precedenti possessori sono morti violentemente. Durante la notte anche lei viene trovata morta circondata dalle maschere in una stanza chiusa a chiave. |                  |                   |
| 184   | 199   | La maledizione delle maschere - seconda parte - 「呪いの仮面は冷たく笑う」 - Noroi no kamen wa tsumetaku warau – "La maledizione delle maschere dal sorriso agghiacciante [Speciale di 1 ora]" | 13 marzo 2000    | 7 ottobre 2004    |
| 184   | 199   | Tutto fa pensare che la donna sia stata uccisa dalle maschere maledette perché la stanza era chiusa dall'interno e nessuno poteva accedervi. Conan scopre che, utilizzando le maschere si poteva ucciderla senza essere nella stanza, con una curiosa procedura, e che l'assassino era un ragazzo lì presente, figlio di una donna che era morta a causa di un incidente stradale provocato dalla vittima. |                  |                   |
| 185   | 200   | Il detective assassinato - prima parte - 「殺された名探偵（前編）」 - Korosareta meitantei (zenpen) – "Il detective assassinato (prima parte)" | 10 aprile 2000   | 12 ottobre 2004   |
| 185   | 200   | In un albergo in campagna, Ran, Kogoro e Conan conoscono un attore che interpreta un detective in una serie televisiva. La sera questi viene ucciso da un proiettile proveniente dalla finestra mentre si trova nella sua stanza. |                  |                   |
| 186   | 201   | Il detective assassinato - seconda parte - 「殺された名探偵（後編）」 - Korosareta meitantei (kōhen) – "Il detective assassinato (seconda parte)" | 17 aprile 2000   | 14 ottobre 2004   |
| 186   | 201   | La polizia pensa che il colpevole abbia sparato da lontano e sia fuggito, ma Conan è convinto che l'assassino si trovi tra gli amici della vittima. |                  |                   |
| 187   | 202   | Lo sparo misterioso 「闇に響く謎の銃声」 - Yami ni hibiku nazo no jūsei – "Uno sparo misterioso echeggia nel buio" | 24 aprile 2000   | 19 ottobre 2004   |
| 187   | 202   | Kogoro viene assoldato per proteggere una persona anziana dal carattere molto forte. È stata sua figlia a richiedere l'aiuto di Kogoro. Ran e Conan accompagnano Kogoro nell'abitazione dell'anziana. Mentre i tre si trovano nella casa, si sente uno sparo e l'anziana signora viene trovata morta nella sua stanza. Nell'abitazione al momento del delitto sono presenti suo figlio, sua figlia e la cameriera. Conan scopre che la vittima era già stata uccisa e che lo sparo proveniva invece dalla televisione ed era stato utilizzato dalla figlia per crearsi un alibi. |                  |                   |
| 188   | 203   | In fuga nella caverna 「命がけの復活～洞窟の探偵団～」 - Inochigake no fukkatsu ~ Dōkutsu no Tantei-dan ~ – "Guarigione disperata - La Squadra dei Giovani Detective nella caverna" | 1º maggio 2000   | 21 ottobre 2004   |
| 188   | 203   | Conan inizia a sospettare che Ran abbia scoperto la sua vera identità e confida i suoi sospetti ad Agasa. Vicino al computer di Ai si vede un floppy disk sporco di sangue: ha quindi mentito riguardo al fatto di avere perso quello su cui aveva salvato i dati sull'APTX 4869 nell'Haido City Hotel. Il giorno dopo, Conan parte per il campeggio con Agasa e i Giovani Detective: mentre stanno raccogliendo legna, i ragazzi entrano in una grotta e vedono tre uomini che stanno occultando un cadavere. Gli assassini decidono di ucciderli e iniziano ad inseguirli all'interno dei cunicoli. |                  |                   |
| 189   | 204   | Il detective ferito 「命がけの復活～負傷した名探偵～」 - Inochigake no fukkatsu ~ Fushōshita meitantei ~ – "Guarigione disperata - Il detective ferito" | 8 maggio 2000    | 26 ottobre 2004   |
| 189   | 204   | Conan viene ferito da un colpo sparato dai malviventi e perde i sensi. I Giovani Detective, anche senza Conan, riescono a trovare una via di fuga e a far arrestare i criminali. Conan è gravemente ferito e deve essere operato d'urgenza. Ran, sapendo di avere lo stesso gruppo sanguigno di Shinichi, si offre per darne un campione a Conan. Questo è ormai sicuro che Ran abbia capito tutto e decide di dirle la verità ma Ai gli punta una pistola alla tempia. |                  |                   |
| 190   | 205   | Omicidio durante la recita 「命がけの復活～第三の選択～」 - Inochigake no fukkatsu ~ Daisan no sentaku ~ – "Guarigione disperata - La terza scelta" | 15 maggio 2000   | 28 ottobre 2004   |
| 190   | 205   | Ai voleva solo mettere alla prova Conan e dimostrargli che dire a Ran la verità sarebbe stato molto pericoloso. Ai propone anche un piano per eliminare i sospetti di Ran: Conan dovrà bere una pozione che lo farà momentaneamente tornare Shinichi e lei prenderà il suo posto. Ran è la protagonista femminile della recita organizzata nella sua scuola e Shinichi, all'insaputa di tutti, ottiene la parte del protagonista maschile. Durante lo spettacolo, però, uno spettatore si sente male e muore avvelenato. |                  |                   |
| 191   | 206   | Il cavaliere nero 「命がけの復活～黒衣の騎士～」 - Inochigake no fukkatsu ~ Kokui no kishi ~ – "Guarigione disperata - Il cavaliere nero" | 22 maggio 2000   | 2 novembre 2004   |
| 191   | 206   | Shinichi è costretto a svelare a tutti la sua identità e riesce subito a risolvere il caso d'omicidio, dimostrando che l'assassina è l'amica della vittima e che questa aveva messo il veleno in un cubetto di ghiaccio. Shinichi chiede a Megure di non diffondere la notizia del suo coinvolgimento in questo caso. Alla fine però Shinichi si sente male e sviene: al suo risveglio è convinto di essere tornato Conan, ma scopre di essere ancora adulto. |                  |                   |
| 192   | 207   | Il ritorno di Shinichi 「命がけの復活～帰ってきた新一…～」 - Inochigake no fukkatsu ~ Kaette kita Shin'ichi... ~ – "Guarigione disperata - Il ritorno di Shinichi..." | 29 maggio 2000   | 4 novembre 2004   |
| 192   | 207   | Shinichi è convinto che ormai il suo corpo si sia stabilizzato. Per prima cosa, decide di invitare Ran a cena per dichiararle il suo amore. La cena viene però interrotta da un improvviso omicidio. |                  |                   |
| 193   | 208   | Omicidio guastafeste 「命がけの復活～約束の場所～」 - Inochigake no fukkatsu ~ Yakusoku no basho ~ – "Guarigione disperata - Il luogo delle promesse" | 5 giugno 2000    | 9 novembre 2004   |
| 193   | 208   | Shinichi indaga sull'assassinio e riesce a smascherare facilmente il colpevole dell'omicidio. Dopo aver risolto il caso si sente improvvisamente male: vorrebbe andare da Ran che lo aspetta ma ritorna ad essere Conan. Una volta tornato bambino torna da Ran per riferirle che Shinichi è dovuto scappare per una svolta importante nel caso a cui stava lavorando, consegnandole però un messaggio da parte sua: che un giorno sarà pronto a tornare per vivere con lei il resto della sua vita. |                  |                   |